# Stegastes robertsoni
Stegastes robertsoni är en fiskart som beskrevs av Randall 2001. Stegastes robertsoni ingår i släktet Stegastes och familjen Pomacentridae. Inga underarter finns listade i Catalogue of Life.